# Il leone, la strega e l'armadio (film)
Il leone, la strega e l'armadio (The Lion, the Witch and the Wardrobe) è un film d'animazione televisivo del 1979 diretto da Bill Melendez, tratto dall'omonimo romanzo di C. S. Lewis. Il film, della durata complessiva di un'ora e mezza, è stato trasmesso in prima visione da CBS in due episodi il 1º e il 2 aprile 1979.

## Trama
I piccoli fratelli Pevensie Lucy, Susan, Edmund e Peter si recano alla villa del professor Kirke a causa dei raid aerei della seconda guerra mondiale. Nella villa i ragazzi si imbattono in un vecchio armadio che li trasporta nella magica terra di Narnia, popolata da animali parlanti, fauni e streghe. Lì incontrano gli amichevoli signor e signora Castoro, che li aiutano nella loro ricerca di Aslan, il grande leone. Solo lui può aiutarli a salvare dalla malvagia Strega Bianca il signor Tumnus, il fauno amico di Lucy. Dopo aver trascorso a Narnia divertenti e misteriose avventure, i bambini finiscono per diventarne i re e le regine, finché non tornano a casa. Ma il professore dice loro che un giorno vi faranno ritorno.

## Distribuzione

### Edizione italiana
L'edizione italiana del film fu trasmessa per la prima volta dalla Televisione svizzera in lingua italiana in due parti nel dicembre 1980; la seconda parte andò in onda il 26 dicembre 1980. Dalla TV italiana venne trasmesso come un unico film il 25 dicembre 1983 su Canale 5.

### Doppiaggio
| Personaggio             | Doppiatore originale (Regno Unito) | Doppiatore originale (Stati Uniti) |
| ----------------------- | ---------------------------------- | ---------------------------------- |
| Lucy                    | Lisa Moss                          | Rachel Warren                      |
| Edmund                  | Nicholas Barnes                    | Simon Adams                        |
| Peter                   | Stephen Garlick                    | Reg Williams                       |
| Susan                   | Shelley Crowhurst                  | Susan Sokol                        |
| Jadis, la Strega Bianca | Sheila Hancock                     | Beth Porter                        |
| Signor Castoro          | Arthur Lowe                        | Don Parker                         |
| Professore              | Leo McKern                         | Dick Vosburgh                      |
| Signor Tumnus           | Leslie Phillips                    | Victor Spinetti                    |
| Signora Castoro         | June Whitfield                     | Liz Proud                          |
| Nano                    | Peter Hawkins                      |                                    |
| Volpe                   | Peter Hawkins                      |                                    |
| Aslan                   | Stephen Thorne                     | Stephen Thorne                     |

## Riconoscimenti
1979 – Primetime Emmy Awards
- Outstanding Animated Program a David D. Connell e Steven Cuitlahuac Melendez
- Nomination Outstanding Individual Achievement a Bill Melendez e Steven Cuitlahuac Melendez